# Église Saint-Michel d'Aix-la-Chapelle
L'église Saint-Michel (St. Michael) est une ancienne église catholique d'Aix-la-Chapelle en Allemagne, devenue grecque-orthodoxe. Construite en 1628 et dédiée à l'archange Saint Michel pour le collège jésuite de la ville, l'église est devenue paroissiale après la dispersion des jésuites. Elle est aujourd'hui dévolue à la communauté Agios Dimitrios (Saint-Dimitri) de la  métropole grecque-orthodoxe d'Allemagne. Son nom officiel est désormais « église de l'Archange Saint Michel et de Saint Dimitri de Thessalonique » (Ναός Αρχαγγέλου Μιχαήλ - Αγίου Δημητρίου). 

## Historique

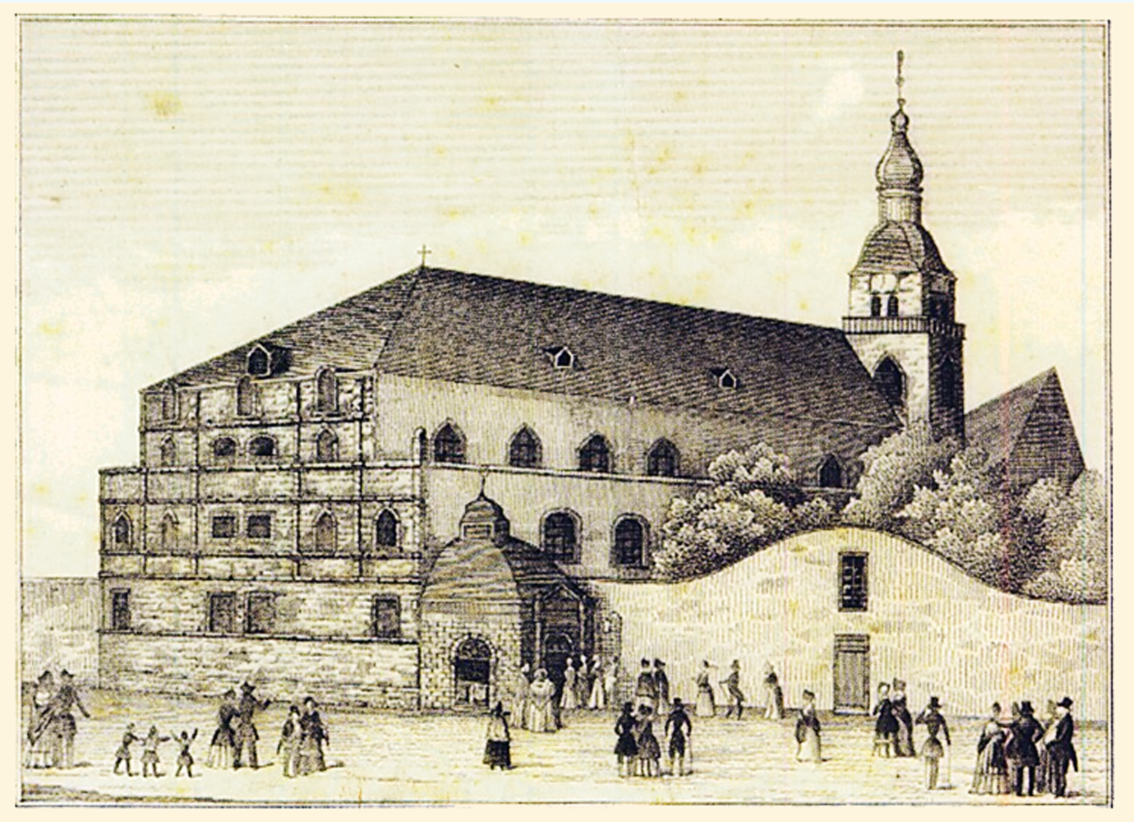
Vue de l'église (première moitié du XIXe siècle).

La Jesuitenstraße (Rue des Jésuites) était une partie de la Via principalis d'un camp militaire de l'époque romaine.
Les jésuites sont arrivés en 1579 à Aix-la-Chapelle et tiennent alors leurs offices à la chapelle Sainte-Anne. Quittant la ville en 1581, ils reviennent en 1600 et reprennent leurs activités spirituelles et éducatives. C'est en 1618 que les fondements de l'église actuelle sont posés (première pierre le 28 mai). Elle est consacrée en 1628 par le nonce Petrus Aloys Caraffa. Le nonce Agostino Franciotti (nonce à Aix de 1656 à 1670, mort à Aix en janvier 1670) est inhumé en cette église. Les jésuites jouent un rôle majeur dans l'éducation des jeunes gens d'Aix-la-Chapelle et des environs. À partir de 1715, ils organisent aussi dans leur collège des études complètes de théologie.
La suppression de la Compagnie de Jésus entraîne la fermeture de l'église en septembre 1773. Pendant l'occupation des troupes révolutionnaires françaises, elle est transformée en entrepôt. Après le concordat de 1801, l'église est rendue au culte catholique et ouvre à nouveau comme église paroissiale en 1804. 
En 1987, elle est transférée à la communauté grecque-orthodoxe Saint-Dimitri (Ἐνορία Ἁγίου Δημητρίου), fondée en 1962.

## Architecture
L'église Saint-Michel est l'un des édifices bâtis par les jésuites à Aix-la-Chapelle, à côté de leur collège, de la chapelle Sainte-Anne (située à la Annastraße) de divers bâtiments destinés à l'enseignement et à des communs. Elle est à trois nefs, de plan basilical à sept travées avec un chœur octogonal (construit en 1617-1628). Le clocher date de 1658-1668, orienté au nord-ouest, du côté frontal du chœur. Le style architectural s'apparente au goût maniériste rhénan. Karl Faymonville estime, d'après des ressemblances avec l'église des Jésuites de Molsheim et l'église de l'Assomption de Cologne, que l'église Saint-Michel serait l'œuvre de l'architecte baroque Christoph Wamser, ou qu'au moins son architecte se serait inspiré des conseils de ce maître.
On accède au chœur par des degrés, qui a la même hauteur que la nef centrale et qui est séparé par un arc. Le vocabulaire architectural n'est plus gothique et les voûtes sont en berceau. 
La façade structurée de manière verticale n'est pas terminée par les jésuites. Une inscription latine permet de lire: PIETATIS ET STUDIORUM OFFICINA.
C'est en 1891-1892 que la façade est achevée par le maître d'œuvre de Münster, Peter Friedrich Peters. Elle est faite de pierre bleue d'Aix, en concordance avec le style Renaissance. Les niches abritaient autrefois des statues de saints traditionnellement mis à l'honneur par les jésuites. Elles ont été dérobées depuis fort longtemps et les niches vides servent désormais à l'illumination.
L'édifice est gravement endommagé par les bombardements alliés pendant la Seconde Guerre mondiale. La restauration de l'ensemble et la reconstruction de la toiture se poursuivent jusqu'en 1951.
La communauté grecque-orthodoxe a redécoré l'intérieur en fonction des besoins de la liturgie orthodoxe avec notamment une iconostase, une cathèdre. Des fresques murales ont été aussi peintes par cette communauté qui a fait appel pour cela à Christophanis Voutsinas.

## Source de la traduction
- (de) Cet article est partiellement ou en totalité issu de l’article de Wikipédia en allemand intitulé « St. Michael (Aachen) » (voir la liste des auteurs).